# 石大关乡
石大关乡，是中华人民共和国四川省阿坝藏族羌族自治州茂县曾经下辖的一个乡。2019年12月，撤销石大关乡，将其所属行政区域划归叠溪镇管辖。

## 行政区划
石大关乡撤销前下辖以下地区：
石大关村、拴马村、大店村、巴珠村和桃花村。